# Manadas
Manadas es una freguesia portuguesa perteneciente al municipio de Velas, situado en la isla de São Jorge, Región Autónoma de Azores. Posee un área de 12,50 km² y una población total de 400 habitantes (2001). La densidad poblacional asciende a 32,0 hab/km². El nombre alternativo de la freguesia es Santa Bárbara.